# Bahía de Apalache
La bahía Apalache (del inglés: Apalachee Bay) es un brazo del golfo de México que ocupa un saliente de la costa de Florida en el Oeste, donde la península de Florida se une con el resto del continente. El litoral de la bahía pertenece a los condados de Taylor, Jefferson, Wakulla y Franklin. Los ríos Aucilla, Econfina, Saint Marks y Ochlocknee desembocan en la bahía.
La bahía se llama así en honor a la tribu nativa de los apalaches, que vivió entre los río Aucilla y Ochlocknee hasta el siglo XVIII. La mayor parte de la costa se encuentra dentro del Refugio Nacional de Fauna y Flora de Saint Marks.